# Pedro Pires
Pedro Verona Rodrigues Pires (São Filipe, 29 aprile 1934) è un politico capoverdiano.
Dal marzo 2001 al settembre 2011 è stato il Presidente socialista di Capo Verde, succeduto ad António Mascarenhas Monteiro.

## Biografia
Pedro Pires studiò all'Università di Lisbona, dove incontrò i futuri leader dei movimenti di liberazione che lottavano per l'indipendenza delle colonie portoghesi. Con l'inizio della lotta armata in Angola, nel 1961, lasciò il Portogallo e fondò, insieme ad Amílcar Cabral, il Partito Africano per l'Indipendenza della Guinea e di Capo Verde (PAIGC). Fino alla Rivoluzione dei garofani lottò per l'indipendenza e, dopo averla ottenuta, fu il rappresentante capoverdiano nei negoziati con il Portogallo.
Prima di assumere la presidenza fu primo ministro dal 1975 al 1991, quando fu sconfitto nelle prime elezioni multipartitiche del Paese. Pires si candidò alla presidenza nel febbraio del 2001; sconfisse l'ex primo ministro Carlos Veiga al secondo turno con un margine molto risicato (17 voti) ed entrò in carica il 22 marzo. Si ricandidò nelle elezioni presidenziali del 12 febbraio 2006 e vinse ancora una volta contro Veiga, questa volta al primo turno, ma con un margine esiguo (il 50,98% contro il 49,02% per Veiga).